# Нкетиа, Ричмонд
Ричмонд Нкетиа (англ. Richmond Nketiah; 28 октября 1994, Течиман) — ганский футболист, правый защитник.

## Карьера

### Клубная
На родине выступал за клуб «Медеама». В начале 2014 года находился на просмотре в «Мордовии», однако команде не подошёл. В июле того же года подписал контракт с «Юрмалой». Принял участие в 14 играх чемпионата Латвии, по итогам которого его команда заняла последнее место.
С лета 2015 года тренировался с тульским «Арсеналом», однако не мог быть заявлен раньше зимнего трансферного окна. В конце января 2016 года официально стал игроком тульской команды. Вскоре у Нкетиа было диагностировано хроническое заболевание, и 1 марта контракт с ним был приостановлен.

### В сборной
На молодёжном чемпионате мира 2013 в составе сборной Ганы завоевал бронзовые медали, приняв участие в шести матчах из семи.

## Достижения
Сборная
- Серебряный призёр молодёжного чемпионата Африки: 2013
- Бронзовый призёр молодёжного чемпионата мира: 2013